# Nélie Jacquemart
Nélie Jacquemart (Paris, 25 de julho de 1841 - Paris, 15 de maio de 1912, é uma pintora, colecionadora de arte e mecenas francesa.